# Steatoda truncata
Steatoda truncata är en spindelart som först beskrevs av Arthur Urquhart 1888.  Steatoda truncata ingår i släktet vaxspindlar, och familjen klotspindlar. Inga underarter finns listade i Catalogue of Life.